# Aiguilles de Pelens
Les aiguilles de Pelens sont un groupe d'aiguilles de la haute vallée du Var dans les Alpes-Maritimes. La plus élevée est la Grande aiguille de Pelens, à 2 523 m. La première ascension officielle de cette aiguille a été réalisée par Victor de Cessole en 1905 avec les guides Jean Plent, Hippolyte Bernart et Andrea Ghigo.